# Herb gminy Damasławek
Herb gminy Damasławek – symbol gminy Damasławek.

## Wygląd i symbolika
Herb przedstawia na tarczy dzielonej w słup w polu lewym trzy kłosy zboża na trzech wzgórzach: zielonym, pomarańczowym i niebieskim, natomiast w polu prawym pół godła Polski.